# やまねこ座アルファ星
やまねこ座α星 (やまねこざアルファせい、α Lyn, α Lyncis) は、やまねこ座で最も明るい恒星で3等星。